# HMS Nubian (F36)
Pour les autres navires du même nom, voir HMS Nubian.
Le HMS Nubian (L36/F36/G36) est un destroyer de la classe Tribal qui servit dans la Royal Navy durant la Seconde Guerre mondiale.

## Historique
Le Nubian opère dans les eaux territoriales durant la première partie de la Seconde Guerre mondiale, combattant avec la Home Fleet pendant la campagne de Norvège en mai 1940.
Il rejoint ensuite la 14e flottille de destroyers à Plymouth. La flottille appareille de Plymouth pour Alexandrie le 18 mai 1940 en compagnie de 4 destroyers de classe K de la 5e flottille de destroyers en transit vers la mer Rouge. Ils arrivent à destination le 25 mai, deux semaines seulement avant le début des hostilités avec l'Italie le 11 juin 1940.
Lors de la campagne de Méditerranée, le Nubian participe à la bataille de Punta Stilo en juillet 1940, à la bataille du cap Matapan en mars 1941, à la bataille des îles Kerkennah en avril 1941, et enfin la bataille de Crète en mai 1941. Pendant la bataille du cap Matapan, il livra le coup de grâce au croiseur italien Pola, frappé par une torpille aérienne.

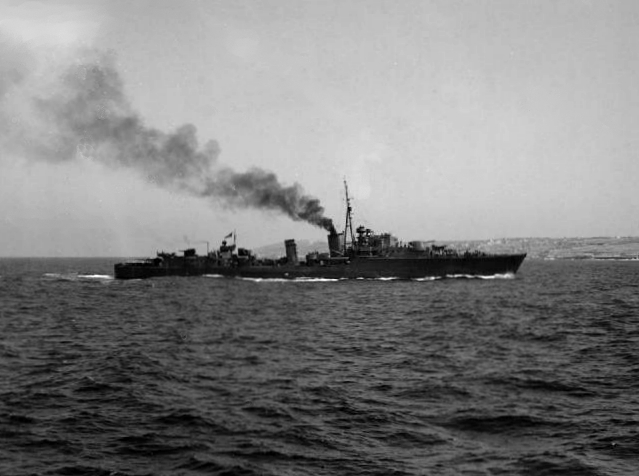
Le Nubian au large de Malte en 1943.

Au cours de la bataille de Crète le 26 mai, sa poupe est arrachée au cours d'un bombardement qui tue 7 membres de son équipage et en blesse 12 autres. En dépit d'autres attaques, il a pu retourner à Alexandrie sous escorte, avant d'être remorqué le 12 juin pour des réparations à Bombay qui dureront 18 mois.
En novembre 1942, le Nubian retourne en Méditerranée dans la 14e flottille de destroyers, opérant au large de Tripoli contre un convoi italien escorté par le torpilleur Lupo le 2 décembre. Il opère ensuite en compagnie du Jervis les 20 et 21 décembre.
En 1943, il participe au soutien des débarquements en Sicile et à Salerne, avant de retourner en Grande-Bretagne en vue d'une réaffectation dans l'Arctique. Pendant son séjour dans l'Arctique, il dirige une escorte de convoi, au cours duquel il participe à au moins une attaque directe contre un sous-marin allemand. Il retourne ensuite en Norvège où il prend part à une attaque contre la base sous-marine allemande dans le fjord de Trondheim et à une attaque contre le cuirassé allemand Tirpitz à Altafjord.
À la fin de 1944, le Nubian est réaménagé, prêt à être envoyé en Extrême-Orient en 1945, en vue de soutenir les opérations en Birmanie contre les troupes japonaises en compagnie de ses navires jumeaux HMS Tartar et HMS Eskimo.
Après la fin de la guerre, les Nubian et Tartar rentrent au Royaume-Uni en passant par la Méditerranée. Pendant un certain temps, le Nubian sert de navire d'hébergement de la flotte de réserve à Whale Island (port de Portsmouth, en Angleterre). En 1948, alors à l'abandon, il est destiné à servir de navire-cible à Loch Striven, mais est finalement vendu puis démoli à Briton Ferry (Pays de Galles) le 25 juin 1949.
Le Nubian a reçu quatorze honneurs de bataille pour son service pendant la Seconde Guerre mondiale.

## Commandement
- Commander Richard William Ravenhill du 31 octobre 1938 au 23 octobre 1941.
- Lieutenant Donald Terry McBarnet du 23 octobre 1941 au 25 juin 1942.
- Commander Douglas Eric Holland-Martin du 25 juin 1942 au 3 avril 1944.
- Lieutenant commander Tristram Anthony Pack-Beresford du 3 avril 1944 au 6 janvier 1945.
- Lieutenant commander Francis Cumberland Brodrick du 6 janvier 1945 à la fin 1945.